# Peuceti
Peuceti su bili japipsko pleme koje je u klasičnoj antici naseljavalo zapadnu i središnju Apuliju. Druga dva japijska plemena, Daunijci i Mesapijci, naseljavali su sjevernu i južnu Apuliju. Sva tri plemena govorila su mesapskim jezikom, ali su do sedmog stoljeća prije Krista razvila zasebne arheološke kulture ; međutim, na peucetskom teritoriju govorili su se i drevni grčki i oskički jezik, jer su legende iz Rubija i Azetija bile trojezične. Peuceti su živjeli u istoimenoj regiji Peucetia, koja se graničila s rijekom Ofanto i Murge na sjeveru, rijekom Bradano na zapadu i teritorijima grčke kolonije Taras i Mesapi na jugu. Ova se regija danas uglavnom podudara s gradom Barijem i dijelovima provincija Taranto i Barletta-Andria-Trani.